# TC 2000 (Colombia)
El TC 2000 Colombia es una categoría de automovilismo de velocidad que se disputa con automóviles de turismo en Colombia desde el año 2004. El campeonato cuenta con cinco categorías, el TC 2000, TC Junior, TC Clase A, TC Clase B y TC Clase C. La temporada se desarrolla por completo en el Autódromo de Tocancipá corriendo en sentido horario e inverso. La temporada se compone de siete fechas en temporada regular. La organización está a cargo del Club Deportivo TC 2000 Colombia y la Fundación TC 2000 Colombia, con el aval de la Federación Colombiana de Automovilismo Deportivo.

## Circuito
| País                | Circuito               | Años          | Ediciones |
| ------------------- | ---------------------- | ------------- | --------- |
| Bandera de Colombia | Autódromo de Tocancipá | 2004 - Actual | 22        |

## Campeones
| Año  | Piloto                                | Piloto                                | Automóvil           |
| ---- | ------------------------------------- | ------------------------------------- | ------------------- |
| 2004 | Mauricio Palencia                     | Nicola Adamoli                        | Honda Civic         |
| 2005 | Giovanni Russi                        | Camilo Pongutá                        | Chevrolet Swift Gti |
| 2006 | Ricardo Reyes                         | Álvaro Torres                         | Chevrolet Swift Gti |
| 2007 | Ricardo Reyes                         | Ricardo Reyes                         | Chevrolet Swift Gti |
| 2008 | Juan Pablo Bernal                     | Juan Pablo Bernal                     | Chevrolet Swift Gti |
| 2009 | Francesco Galvis                      | Francesco Galvis                      | Mazda Mx3           |
| 2010 | Carlos Andrés Suárez                  | Carlos Andrés Suárez                  | Mazda 323 Coupé     |
| 2011 | Diego Reinoso                         | José Camilo Forero                    | Honda Civic         |
| 2012 | Carlos Velásquez                      | Juan Carlos Casadiego                 | Mazda Allegro       |
| 2013 | Carlos Andrés Suárez                  | Carlos Andrés Suárez                  | Mazda 323 Coupé     |
| 2014 | Jimmy Ramírez                         | Jimmy Ramírez                         | Renault Sandero     |
| 2015 | Jimmy Ramírez                         | Jimmy Ramírez                         | Renault Sandero     |
| 2016 | Melkin Marín                          | Melkin Marín                          | Mazda 3             |
| 2017 | Camilo Forero                         | Camilo Forero                         | Renault Sandero RS  |
| 2018 | Nicolás Leyton                        | Hugo Fajardo                          | Volvo C30           |
| 2019 | Nicolás Leyton - Hugo Fajardo         | Nicolás Leyton - Hugo Fajardo         | Volvo C30           |
| 2020 | Julian Jaramillo                      | Julian Jaramillo                      | Minicooper          |
| 2021 | Hugo Fajardo - Andrés Felipe Ceballos | Hugo Fajardo - Andrés Felipe Ceballos | Volvo C30           |
| 2022 | Camilo Forero                         | Camilo Forero                         | Renault Sandero RS  |
| 2023 | Camilo Forero                         | Camilo Forero                         | Renault Sandero RS  |
| 2024 | Camilo Forero                         | Camilo Forero                         | Renault Sandero RS  |